# Rimrock Jones
Rimrock Jones er en amerikansk stumfilm fra 1918 af Donald Crisp.

## Medvirkende
- Wallace Reid - Rimrock Jones
- Ann Little - Mary Fortune
- Charles Stanton Ogle - Hassayamp Hicks
- Paul Hurst - Ike Bray
- Guy Oliver - Andrew McBain